# Daehanminguk Haegun
La Marina della Repubblica di Corea (대한민국 해군?, 大韓民國 海軍?, Daehanminguk HaegunLR) o ROK Navy (ROKN secondo la denominazione inglese) è un'arma delle Forze Armate della Repubblica di Corea, responsabile della conduzione di operazioni navali e anfibie. La Marina della Repubblica di Corea include il Corpo dei Marine della Corea del Sud, che è un'organizzazione quasi-autonoma. La più antica arma delle Forze Armate Sud-Coreane, la Marina della Corea del Sud ha celebrato il suo 60º anniversario nel 2005, ma le sue tradizioni marinare risalgono ai tempi dell'ammiraglio Yi e della Kobukson, la prima corazzata della storia.

## Struttura
La Marina della Repubblica di Corea è formata da 67.000 effettivi inclusi 27.000 fanti di marina. Ci sono circa 170 navi in servizio, (con un tonnellaggio complessivo pari a 153.000 tonnellate) nella ROK Navy, include: 20 cacciatorpediniere e fregate, 12 sottomarini, 100 corvette e mezzi d'assalto veloce, più 20 mezzi ausiliari. La forza aerea navale è costituita da circa 10 aerei ad ala fissa e 50 elicotteri. Il Corpo dei Marine detiene circa 400 veicoli cingolati inclusi: semoventi d'artiglieria.
La marina sud-coreana ambisce a diventare una marina d'altura entro il 2020.
Tra le varie sostanziali modifiche agli assetti infrastrutturali e alla flotta, la nuova base navale di Jeju (prevista per il 2014) e nuovi cacciatorpediniere Aegis da 7000 tonnellate.

## Incidenti
Nella storia della marina sud-coreana vi sono stati anche in tempo di pace numerosi scontri di confine con la marina nord-coreana, in prevalenza tra unità leggere e motovedette:
- durante la Guerra di Corea, la principale azione che coinvolse unità della marina sudcoreana si svolse il 10 settembre 1950, quando il pattugliatore sudcoreano PC-703 intercettò una nave posamine nordcoreana intenta a stendere un campo minato al largo dell'isola di Haeju, nel Mar Giallo; la nave nordcoreana venne affondata dopo una breve battaglia, senza perdite per i sudcoreani;
- il 19 gennaio 1967, il pattugliatore sudcoreano Dangpo (PCEC 56) venne affondato dal fuoco di batterie costiere nordcoreane lungo la costa orientale della Corea;
- il 17 dicembre 1998, una nave semi-sommergibile nordcoreana, probabilmente intenta a cercare di sbarcare degli infiltrati, venne intercettata da una dozzina di motovedette sudcoreane circa un miglio al largo della costa davanti Yeosu; le navi sudcoreane intimarono l'alt e spararono alcuni colpi d'avvertimento, ma l'imbarcazione nordcoreana rispose al fuoco e tentò la fuga. Raggiunta da aerei sudcoreani, la nave venne affondata il giorno dopo, con la perdita di tutto l'equipaggio;
- tra il 9 e il 15 giugno 1999, al largo della piccola isola di Yeonpyeong (posta vicino al conteso limite delle acque territoriali della Corea del Nord, ma occupata da soldati sudcoreani), si verificarono una serie di schermaglie e piccole scaramucce tra navi sudcoreane e nordcoreane (Prima battaglia di Yeonpyeong); la marina sudcoreana riportò lievi danni ad una corvetta e ad un pattugliatore, rivendicando l'affondamento di una motosilurante e il danneggiamento di altri 5 pattugliatori del nord;
- sempre nella stessa zona, il 29 giugno 2002 due pattugliatori nordcoreani attraversarono la linea di confine e attaccarono due pattugliatori sudcoreani che tentavano di fermarli, affondandone uno (seconda battaglia di Yeonpyeong); l'intervento di altre navi da guerra sudcoreane, che danneggiarono uno dei pattugliatori nemici, convinse i nordcoreani a ritirarsi;
- il 10 novembre 2009, al largo dell'isola di Daecheong, una motovedetta nordcoreana attraversò la linea di confine, venendo subito intercettata da 4 pattugliatori del sud; le navi sudcoreane spararono colpi d'avvertimento per convincere la nave nordcoreana a ritirarsi, ma questa aprì il fuoco contro le imbarcazioni del sud. Dopo un breve scontro a fuoco, la motovedetta nordcoreana, moderatamente danneggiata, si ritirò;
- il 26 marzo 2010, la corvetta sudcoreana Cheonan PCC-772, della classe Pohang, è affondata al largo dell'isola di Baengnyeong dopo un'esplosione che ha anche causato la morte di 46 uomini dell'equipaggio; i risultati delle investigazioni ufficiali sud-coreane hanno concluso come colpevole dell'affondamento sarebbe stata la marina nordcoreana, avendo rilevato sul relitto tracce di esplosivo utilizzato da quest'ultima nei siluri navali[8], come riportato da fonti statunitensi.

## Flotta
| Classe                       | Tipo                              | Dislocamento (light) | In servizio | Note                                                                 |             |             |
| Sottomarini                  | Sottomarini                       | Sottomarini          | Sottomarini | Sottomarini                                                          | Sottomarini | Sottomarini |
| ---------------------------- | --------------------------------- | -------------------- | ----------- | -------------------------------------------------------------------- | ----------- | ----------- |
| Sohn Won-yil                 | SS: Sottomarino                   | 1.700 tons           | 4           | KSS-II; 9 in class                                                   |             |             |
| Chang Bogo                   | SS: Sottomarino                   | 1.180 tons           | 9           | KSS-I                                                                |             |             |
| Dolgorae class               | SSM: Minisommergibile             | 150 tons             | 2           | -                                                                    |             |             |
| Cacciatorpediniere e Fregate |                                   |                      |             |                                                                      |             |             |
| Sejong the Great             | DDG: Destroyer Guided-missile     | 8 500 tons           | 3           | 3 more planned as batch II                                           |             |             |
| Chungmugong Yi Sun-sin       | DDH: Destroyer Helicopter         | 4.500 tons           | 6           | DDH-II                                                               |             |             |
| Gwanggaeto the Great         | DDH: Destroyer Helicopter         | 3.200 tons           | 3           | DDH-I                                                                |             |             |
| Incheon                      | FFG: Frigate Guided-missile       | 2.300 tons           | 3           | 6 in batch I; To be followed by batch II and batch III               |             |             |
| Ulsan                        | FF: Frigate                       | 1.500 tons           | 8           | To be replaced by Incheon class                                      |             |             |
| Corvette e Pattugliatori     |                                   |                      |             |                                                                      |             |             |
| Pohang                       | PCC: Patrol Combat Corvette       | 950 tons             | 19          | To be replaced by Incheon class                                      |             |             |
| Yoon Youngha                 | PKG: Patrol Killer Guided-missile | 440 tons             | 17          | 18 in class                                                          |             |             |
| Chamsuri                     | PKM: Patrol Killer Medium         | 151 tons             | 67          | To be replaced by PKX-B                                              |             |             |
| Navi da guerra anfibia       |                                   |                      |             |                                                                      |             |             |
| Dokdo                        | LPH: Landing Platform Helicopter  | 14.340 tons          | 1           | The ROKN awarded LPX-II project contact in 2014                      |             |             |
| Cheon Wang Bong              | LST: Landing Ship Tank            | 4.500 tons           | 1           | LST-II; 4 in class; 3 more planned                                   |             |             |
| Go Jun Bong                  | LST: Landing Ship Tank            | 2.600 tons           | 4           | -                                                                    |             |             |
| Solgae 621                   | LSF: Landing Ship Fast            | 151 tons             | 3           | Assault hovercraft (Project 12061E Murena-E) transferred from Russia |             |             |
| Solgae 631                   | LSF: Landing Ship Fast            | 150 tons             | 2           | Locally-built LCAC designated as LSF-II                              |             |             |
| Navi da guerra di mine       |                                   |                      |             |                                                                      |             |             |
| Wonsan                       | MLS: Minelayer Ship               | 2.500 tons           | 1           | Nampo class (MLS-II) was launched in 2015                            |             |             |
| Yangyang                     | MSH: Minesweeper Hunter           | 730 tons             | 3           | -                                                                    |             |             |
| Ganggyeong                   | MHC: Minehunter Coastal           | 450 tons             | 6           | -                                                                    |             |             |
| Navi ausiliarie              |                                   |                      |             |                                                                      |             |             |
| Cheonji                      | AOE: Fast Combat Support Ship     | 4.500 tons           | 3           | -                                                                    |             |             |
| Cheonghaejin                 | ASR: Submarine Rescue Ship        | 3.200 tons           | 1           | -                                                                    |             |             |
| Tongyeong                    | ATS: Salvage and Rescue Ship      | 3.500 tons           | 1           | ATS-II; 2 in class                                                   |             |             |
| Pyeongtaek                   | ATS: Salvage and Rescue Ship      | 2.400 tons           | 1           | Ex-USS Beaufort (ATS-2); Will be replaced by Tongyeong class         |             |             |
| Singiwon                     | AGS: Surveying Ship               | -                    | 1           | AGX-II                                                               |             |             |
| Sinsegi                      | AGS: Surveying Ship               | -                    | 1           | -                                                                    |             |             |
| Dadohae                      | ASL: Midget-submarine Tender      | -                    | 1           | -                                                                    |             |             |
| Mulgae                       | LCU: Landing Craft Utility        | 175 tons             | 7           | Littoral transport and logistics support                             |             |             |